# Angarsk

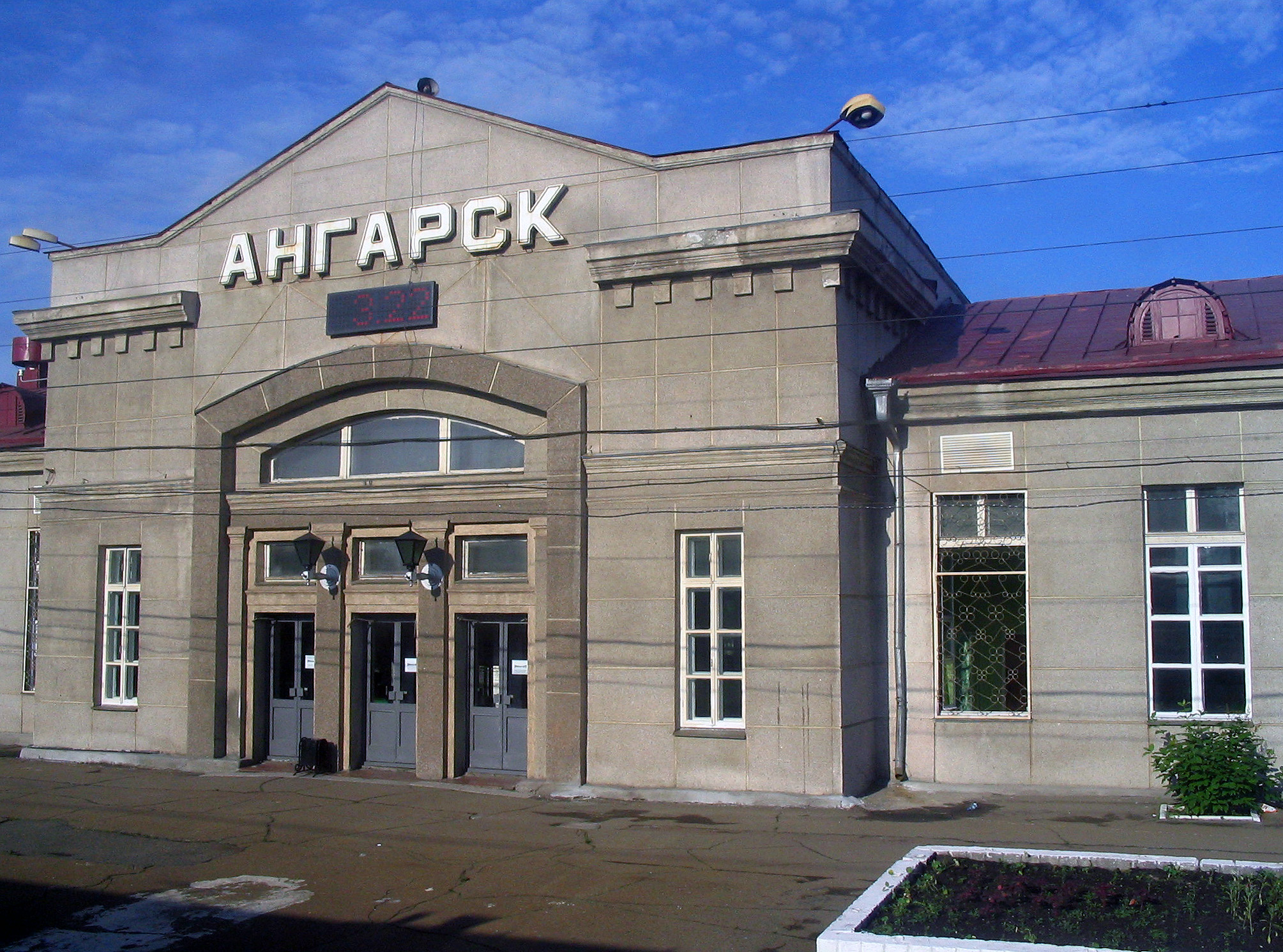
Estação ferroviária em Angarsk - Transiberiana

Localização de Angarsk

Angarsk (russo: Анга́рск) é uma cidade da Rússia localizada no oblast de Irkutsk no sudeste da Sibéria a 5.150 km de Moscou. Possuia 247.118 habitantes no Censo de 2002 e 262.300 em estimativa de 2004. Está situada às margens do rio Angara.
Sua economia está voltada para a indústria química e de refino de petróleo.
Possui uma estação da ferrovia Transiberiana.

## Esporte
A cidade de Angarsk é a sede do Estádio Angara e do FC Angara Angarsk, que participa do Campeonato Russo de Futebol. .